# Хаталдонское сельское поселение
Хаталдонское се́льское поселе́ние — муниципальное образование в Алагирском районе Северной Осетии Российской Федерации.
Административный центр — село Хаталдон.

## История
Статус и границы сельского поселения установлены Законом Республики Северная Осетия-Алания от 5 марта 2005 года № 11-рз «Об установлении границ муниципального образования Алагирский район, наделении его статусом муниципального района, образовании в его составе муниципальных образований — городского и сельских поселений и установлении их границ»

## Наводнения
Проходящая через сельское поселение река Хаталдон, как и многие малые реки дождевого питания в регионе, сильно разливается в ливни. В зону подтопления попадало более 300 домов. В 2018 году началась работа по укреплению берега.

## Население
| 2002  | 2010  | 2011  | 2012  | 2013  | 2014  | 2015  |
| ----- | ----- | ----- | ----- | ----- | ----- | ----- |
| 1027  | ↗1278 | →1278 | ↘1261 | ↘1257 | ↘1236 | ↘1234 |
| 2016  | 2017  | 2018  | 2019  | 2020  | 2021  | 2023  |
| ↘1223 | ↗1224 | →1224 | ↘1212 | ↘1205 | ↘1191 | ↘1186 |
| 2024  |       |       |       |       |       |       |
| ↗1191 |       |       |       |       |       |       |

## Состав сельского поселения
| № | Населённый пункт | Тип населённого пункта       | Население |
| - | ---------------- | ---------------------------- | --------- |
| 1 | Хаталдон         | село, административный центр | ↗1191     |